# Caroline Wozniacki
Caroline Wozniacki (* 11. Juli 1990 in Odense) ist eine dänische Tennisspielerin. Im Oktober 2010 setzte sie sich als erste Dänin erstmals an die Spitze der Weltrangliste, die sie bis Ende Januar 2012 mit einer Woche Unterbrechung innehatte und nach exakt sechs Jahren wieder erreichte. Ihre größten Erfolge erzielte sie Ende 2017 mit dem Gewinn der WTA Championships und im Januar 2018, als sie bei den Australian Open siegreich war.

## Leben
Caroline Wozniacki ist die Tochter von Anna und Piotr Wozniacki, die beide aus Polen stammen. Die Mutter spielte in der polnischen Volleyball-Nationalmannschaft. Der Vater war früher Fußballprofi und spielte unter anderem beim SV Waldhof Mannheim und ist heute als Trainer und Berater seiner Tochter tätig. Ihr Bruder Patrik Wozniacki (* 1986) spielte Fußball in der zweiten dänischen Liga bei Hvidovre IF. Als der Vater Ende der 1980er Jahre zu Boldklubben 1909 nach Odense wechselte, siedelte die Familie nach Dänemark über.
Caroline Wozniacki verlobte sich am 31. Dezember 2013 mit dem Golfer Rory McIlroy. Am 21. Mai 2014 wurde bekannt, dass McIlroy die Verlobung aufgelöst und das Paar sich getrennt hat. Am 3. November 2017 gab sie ihre Verlobung mit dem US-Basketballspieler David Lee bekannt. Mitte Juni 2019 heirateten die beiden in Italien. Wozniacki ist Mutter einer Tochter und eines Sohnes.

## Karriere
Sie gewann verschiedene Jugendturniere, unter anderem 2005 den Orange Bowl. Im April 2005 bestritt sie ihr erstes Match für die dänische Fed-Cup-Mannschaft, für die sie bei bislang 31 Partien 20 Siege erzielte. Bei ihrem ersten Auftritt auf der WTA Tour am 19. Juli 2005 bei den offenen Tennismeisterschaften von Cincinnati unterlag sie in der ersten Runde der an Nummer 1 gesetzten Patty Schnyder.

### 2006

Wozniacki im Juniorinnen-Finale von Wimbledon (2006)

Bei den Australian Open war sie bei den Juniorinnen an Nummer 1 gesetzt; sie erreichte das Finale, das sie gegen die Nummer 8 des Turniers, Anastassija Pawljutschenkowa, in drei Sätzen verlor. Im Doppel waren sie mit ihrer Partnerin Anna Tatischwili die Nummer 2 der Setzliste; sie scheiterten im Halbfinale an der Paarung Alizé Cornet/Corinna Dentoni. Im Februar erreichte Wozniacki in Memphis nach Siegen über Kristina Brandi und Ashley Harkleroad erstmals das Viertelfinale, das sie gegen Sofia Arvidsson verlor. Im selben Jahr gewann sie das internationale Tennisturnier von Liverpool.
In Wimbledon schied sie nach einem Freilos in der Qualifikation bereits in der ersten Runde aus. Das Turnier der Juniorinnen gewann sie mit einem Dreisatzsieg im Endspiel gegen die Slowakin Magdaléna Rybáriková. Im August kam sie beim Turnier in Stockholm nach Siegen über die Top-100-Spielerinnen Iveta Benešová und Eleni Daniilidou erneut ins Viertelfinale, dort unterlag sie der an 3 gesetzten späteren Turniersiegerin Zheng Jie. Beim letzten Turnier des Jahres, den US Open der Juniorinnen im September, war sie an Nummer 2 gesetzt. Nach gewonnenem ersten Satz gegen Alexandra Panowa wurde sie jedoch im zweiten Satz wegen einer verbalen Auseinandersetzung mit einem Linienrichter disqualifiziert. Bei ihrem letzten Turnier als Juniorin gewann sie in Osaka sowohl den Einzel- als auch den Doppelwettbewerb.
Ihren ersten Titel bei den Damen gewann Wozniacki im Oktober 2006 bei einem ITF-Turnier in Istanbul, wo sie im Finale Tatjana Malek in zwei Sätzen besiegte.
Am 30. November 2006 wurde Caroline Wozniacki von Dänemarks Kulturminister Brian Mikkelsen zur Botschafterin des dänischen Juniorinnentennis ernannt.

### 2007–2008
Mit einem Finalsieg über Alberta Brianti gewann sie das ITF-Turnier von St. Ulrich in Gröden. Beim ITF-Turnier in Las Vegas (Endspiel gegen Akiko Morigami) folgte ein weiterer Titelgewinn.
Beim Indian Wells Masters trat sie (mit Freilos) bei ihrem ersten Tier-I-Turnier an. Bereits in Runde eins verlor sie in zwei Sätzen gegen Martina Hingis. Am 27. April 2007 standen sich die beiden in einem Showmatch in Kopenhagen erneut gegenüber, diesmal benötigte Hingis drei Sätze.
Im Oktober stand Wozniacki in Tokio erstmals in ihrer Karriere im Halbfinale eines WTA-Turniers, Venus Williams siegte klar in zwei Sätzen. Es war der erste Halbfinaleinzug einer dänischen Tennisspielerin seit dem Erfolg von Tine Scheuer-Larsen 1985 in Bregenz.
Das Jahr 2008 begann Wozniacki an Weltranglistenposition 60. Auch wenn sie bei den Olympischen Spielen in Peking bereits in der dritten Runde an Jelena Dementjewa scheiterte, darf das Jahr wohl als dasjenige ihres Durchbruchs auf der Tour bezeichnet werden. Nach drei Turniersiegen (Stockholm, New Haven, Japan Open) sowie einer weiteren Finalteilnahme in Luxemburg, wo sie, wenn auch knapp, erneut Dementjewa mit 6:2, 4:6, 6:74 unterlag, wurde sie am Jahresende im WTA-Ranking bereits auf Position 13 geführt.

### 2009

2009 im Achtelfinale der US Open

Beim ersten Grand-Slam-Turnier des Jahres, den Australian Open, wurde Wozniacki bereits in der dritten Runde von Jelena Dokić gestoppt. Beim Cellular South Cup in Memphis stürmte sie ins Finale, scheiterte jedoch an Wiktoryja Asaranka. Im April gewann Wozniacki durch einen Sieg über Aleksandra Wozniak in Ponte Vedra Beach den ersten Titel im Jahr 2009. Auch beim Family Circle Cup in Charleston erreichte sie mit einem Halbfinalsieg über Dementjewa das Endspiel, bevor Sabine Lisicki ihre Siegesserie beendete. In Madrid stand sie erneut im Endspiel, musste sich allerdings dort der Weltranglistenersten Dinara Safina mit 2:6, 4:6 geschlagen geben. Bei den French Open kam sie nicht über die dritte Runde hinaus.
In Eastbourne gelang Wozniacki nach einem Sieg über Virginie Razzano (7:65 und 7:5) der erste Turniersieg auf Rasen. Beim Grand-Slam-Turnier in Wimbledon erreichte sie das Achtelfinale, in dem sie erneut Sabine Lisicki unterlag. Beim Sandplatzturnier in Båstad verlor sie das Finale gegen María José Martínez Sánchez in zwei Sätzen.
Die US-Hartplatzsaison verlief durchwachsen. In New Haven gelang ihr allerdings der dritte Turniersieg der Saison (drei unterschiedliche Beläge). Sie bezwang im Finale Jelena Wesnina mit 6:2, 6:4. Auch bei den US Open beeindruckte Wozniacki, wo sie nach Siegen u. a. über Swetlana Kusnezowa das Finale erreichte, in dem sich Kim Clijsters in ihrem dritten Turnier nach der Babypause bei ihrem 7:5, 6:3-Sieg als die Stärkere erwies. Wozniacki festigte jedoch ihren Platz in den Top Ten.
Sie qualifizierte sich auch für die Sony Ericsson Championships, wo sie trotz Oberschenkelproblemen und mehreren Krämpfen die Gruppenphase überstand und erst im Halbfinale gegen die spätere Siegerin Serena Williams ausschied (Anfang des zweiten Satzes musste sie wegen einer Bauchmuskelzerrung aufgeben). Durch ihre guten Resultate belegte sie in der Weltrangliste am Jahresende Platz 4.

### 2010

2010 bei den US Open

Ihr größter sportlicher Erfolg in diesem Jahr war der Turniersieg in Montreal, wo sie im Endspiel Wera Swonarjowa in zwei glatten Sätzen bezwang. Darüber hinaus bestritt sie das Finale in Indian Wells (Zweisatzniederlage gegen Jelena Janković), das Viertelfinale der French Open (Niederlage gegen Turniersiegerin Francesca Schiavone) sowie die Achtelfinale der Australian Open (Niederlage gegen Li Na) und von Wimbledon (Niederlage gegen Petra Kvitová). Außerdem gewann sie zum dritten Mal in Folge das Turnier in New Haven (gegen Nadia Petrowa) sowie die Turniere von Ponte Vedra Beach (Finale gegen Wolha Hawarzowa) und Kopenhagen (Endspiel gegen Klára Zakopalová).
Im Oktober sicherte sie sich durch ein 1:6, 6:2, 6:3 gegen Dementjewa wie schon 2008 in Tokio den Siegerpokal.
Mit ihrem Sieg beim Turnier in Peking über Swonarjowa setzte sie sich im Oktober erstmals an die Spitze der WTA-Weltrangliste. Im selben Jahr wurde sie außerdem zu Dänemarks Sportlerin des Jahres gekürt.

### 2011
Bei ihrem Auftaktturnier in Sydney scheiterte Wozniacki gleich zu Beginn an Dominika Cibulková. Bei den Australian Open erreichte sie erstmals das Halbfinale, verlor jedoch nach mehreren vergebenen Matchbällen noch gegen die spätere Finalistin Li Na. Das WTA-Turnier in Dubai gewann sie allerdings ohne Satzverlust. Im Finale bezwang sie Kusnezowa klar mit 6:1, 6:3 und feierte damit ihren 13. Einzeltitel auf der Tour. Auch in Doha erreichte sie das Finale, das sie gegen Wera Swonarjowa in zwei Sätzen verlor.
Auf Hartplatz in Indian Wells sicherte sich Wozniacki den Titel mit einem 6:1, 2:6, 6:3-Endspielsieg über Marion Bartoli. Auch beim Porsche Tennis Grand Prix in Stuttgart erreichte sie das Finale, unterlag dort allerdings überraschend Julia Görges 6:73 und 3:6, gegen die sie bald darauf in der dritten Runde von Madrid erneut die Segel streichen musste.
Nachdem sie bei den Sandplatzturnieren in Charleston (6:2, 6:3 über Jelena Wesnina) und Brüssel (2:6, 6:3 und 6:3 über Peng Shuai) jeweils hatte den Titel holen und damit ihre Spitzenposition in der Weltrangliste festigen können, verlor sie bei den French Open bereits in Runde drei; sie unterlag Daniela Hantuchová mit 1:6, 3:6. Beim Sandplatz-Klassiker in Rom hatte sie zuvor noch einen weiteren Halbfinaleinzug gefeiert.
Wozniacki verteidigte ihren Titel in Kopenhagen ohne Satzverlust. Sie gewann das Hartplatzturnier in ihrer Heimat mit 6:1, 6:4 im Finale über Lucie Šafářová. In Wimbledon unterlag sie im Achtelfinale der an Nummer 24 gesetzten Cibulková nach klar gewonnenem ersten Satz noch mit 6:1, 6:75, 5:7.
In Båstad musste sie ihre Achtelfinalpartie gegen Sofia Arvidsson zu Beginn des zweiten Satzes wegen einer Verletzung an der rechten Schulter aufgeben. Beim Vorbereitungsturnier auf die US Open in Toronto verlor sie nach einem Freilos überraschend mit 4:6 und 5:7 gegen Roberta Vinci. Einige Tage später gab sie bekannt, dass ihr Vater nicht mehr ihr Trainer sei. In New Haven gewann sie ihren 18. WTA-Titel durch einen glatten Zweisatzsieg über Petra Cetkovská. Beim Grand-Slam-Turnier selbst stand sie dann nach Siegen unter anderem über Kusnezowa und Andrea Petković im Halbfinale, in dem ihr die wiedererstarkte Titelverteidigerin Serena Williams beim 2:6, 4:6 keine Chance auf ihren ersten Grand-Slam-Titel ließ. In Tokio, im Achtelfinale gegen Kaia Kanepi, und in Peking, im Viertelfinale gegen Flavia Pennetta, schied sie jeweils in drei Sätzen aus.

Caroline Wozniacki bei den WTA Championships 2011

Bei den WTA Championships 2011 in Istanbul kam Wozniacki über die Vorrunde nicht hinaus. Zwar konnte sie zunächst Agnieszka Radwańska bezwingen, unterlag dann aber sowohl Wera Swonarjowa als auch Petra Kvitová.

### 2012–2014
Nach dem Verlust ihres Spitzenplatzes in der Weltrangliste – nach dem Ausscheiden gegen Kim Clijsters im Viertelfinale der Australian Open rutschte sie Anfang 2012 auf Rang vier ab – gab Wozniacki nach zwei Monaten Zusammenarbeit die Trennung von Trainer Ricardo Sánchez bekannt. Am 15. April unterlag sie im Endspiel des Turniers von Kopenhagen, das sie 2010 und 2011 gewonnen hatte, Angelique Kerber mit 4:6, 4:6. In Wimbledon verlor sie in der ersten Runde mit 7:5, 6:7, 4:6 gegen Tamira Paszek. Auch bei den US Open kam das Aus in Runde eins, als sie Irina-Camelia Begu mit 2:6, 2:6 unterlag. Ihren ersten Turniersieg seit über einem Jahr konnte Wozniacki beim Turnier in Seoul feiern, wo sie im Finale Kaia Kanepi klar mit 6:1, 6:0 besiegte. Bereits am 21. Oktober legte sie Einzeltitel Nummer 20 nach, als sie im Finale von Moskau Samantha Stosur in drei Sätzen bezwang.
Nach ihrem frühen Ausscheiden in der dritten Runde der Australian Open trennte sich Wozniacki nach zwei Turnieren wieder von Thomas Högstedt, den sie zu Beginn des Jahres 2014 als Trainer verpflichtet hatte. Bei den French Open scheiterte sie dann in Runde eins mit 6:75, 6:4, 2:6 an Yanina Wickmayer, in Wimbledon war im Achtelfinale Endstation. Beim WTA-Turnier in Istanbul feierte sie mit einem glatten Zweisatzsieg über Roberta Vinci ihren 22. Einzeltitel auf der Tour. Bei den US Open erreichte sie erstmals seit 2009 wieder das Endspiel eines Grand-Slam-Turniers, sie unterlag Serena Williams mit 3:6, 3:6.
Am 2. November nahm Wozniacki am New-York-City-Marathon 2014 teil. Bei ihrem Marathon-Debüt legte sie die Strecke in 3 Stunden 26 Minuten und 33 Sekunden zurück.

### 2015 bis zum Rücktritt 2020

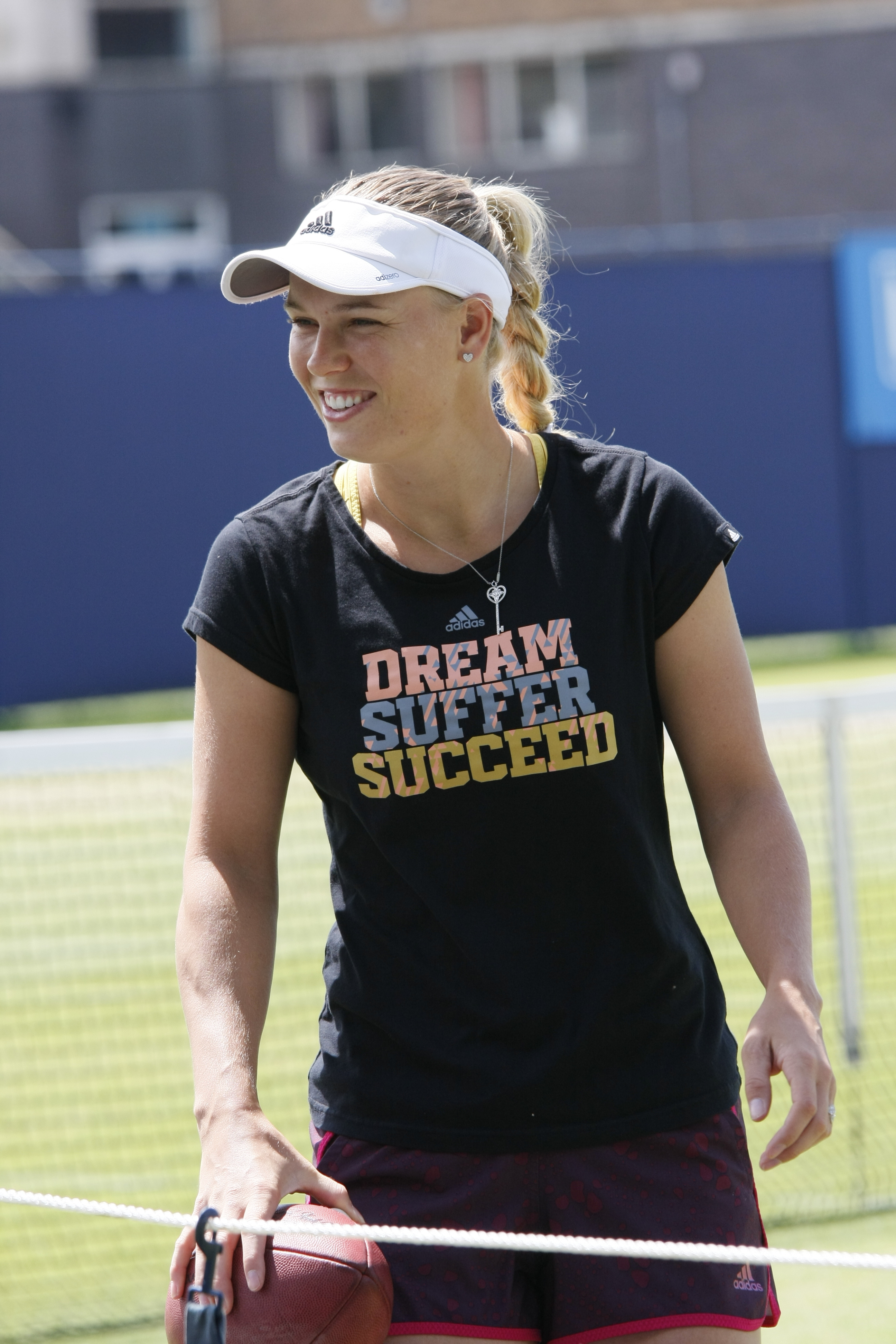
Caroline Wozniacki (2015)

Nach ihrem Auftritt in Wimbledon, wo sie 2015 ein weiteres Mal im Achtelfinale ausschied, überschritt das von ihr auf der Damentour gewonnene Preisgeld die Marke von 20 Mio. US-Dollar. Bei den US Open zog sie 2016 nach einer längeren Durststrecke überraschend in die Vorschlussrunde ein, wo sich die spätere Grand-Slam-Siegerin Angelique Kerber in einer engen Partie mit 6:4 und 6:3 durchsetzte. Nach über eineinhalb Jahren ohne Turniererfolg gewann Wozniacki im September und Oktober in Tokio und in Hongkong ihre WTA-Titel Nummer 24 und 25.
2017 verteidigte sie ihren Titel in Tokio. Im Finale der Toray Pan Pacific Open 2017 besiegte sie Anastassija Pawljutschenkowa mit 6:0 und 7:5. Sie siegte dort zum dritten Mal nach 2010 und 2016, und es war ihr erster Turniersieg nach sechs Finalniederlagen im Jahr 2017. Mit dem Sieg qualifizierte sie sich außerdem als sechste Spielerin für das Saisonfinale in Singapur, ihre fünfte Teilnahme am Jahresendturnier.
Der größte Erfolg in Wozniackis Karriere stellte sich dann bei den Australian Open 2018 ein. Als Nummer 2 der Setzliste gelangte sie nach Siegen über die gesetzten Spielerinnen Kiki Bertens, Magdaléna Rybáriková, Carla Suárez Navarro und die ungesetzte Elise Mertens ins Einzelfinale. Dort traf sie auf die topgesetzte Simona Halep, die sie nach 2:49 Stunden mit 7:6 (7:2), 3:6, 6:4 besiegte. Es war der erste Grand-Slam-Titel für Wozniacki, mit dem sie Halep an der Spitze der Weltrangliste ablöste. Wozniacki konnte sich im weiteren Verlauf der Saison in Eastbourne und Peking zwei weitere Titel sichern, verlor aber ihre Weltranglistenführung. Schlussendlich schloss sie das Jahr auf Platz 3 der Rangliste ab.
Die Saison 2019 verlief weitaus weniger erfolgreich für Wozniacki. Aufgrund von Verletzungen und rheumatoider Arthritis, einer Krankheit die ihr im August 2018 diagnostiziert wurde, konnte sie nicht mehr an die erfolgreichen Zeiten anknüpfen: Sie beendete die Saison außerhalb der Top 20 und konnte lediglich in Charleston ein Endspiel erreichen. Im Dezember 2019 gab Wozniacki bekannt, ihre Karriere nach den Australian Open 2020 zu beenden. Sie bestritt ihre letzte offizielle Partie am 24. Januar 2020, als sie in der dritten Runde der Australian Open gegen Ons Jabeur mit 5:7, 6:3 und 5:7 verlor.

### Comeback August 2023
Im Juli 2023 kündigte Wozniacki als zweifache Mutter ihr Comeback an. Anfang August trat sie bei den National Bank Open in Montreal an, wo sie ihr Auftaktmatch gegen Kimberly Birrell mit 6:2 und 6:2 gewann, dann aber gegen Markéta Vondroušová in der zweiten Runde 2:6 und 5:7 verlor. Bei den darauf folgenden Western & Southern Open in Cincinnati verlor sie bereits in der ersten Runde gegen Warwara Gratschowa. Bei den US Open stand sie nach dem Auftaktsieg gegen Tatjana Prosorowa und den folgenden gegen Petra Kvitová und Jennifer Brady im Achtelfinale. Dort schied sie gegen die spätere Siegerin Coco Gauff in drei Sätzen aus.

## Turniersiege

### Einzel
| Nr. | Datum              | Turnier               | Kategorie              | Belag             | Finalgegnerin                | Ergebnis       |
| --- | ------------------ | --------------------- | ---------------------- | ----------------- | ---------------------------- | -------------- |
| 1.  | 29. Oktober 2006   | Istanbul              | ITF $25.000            | Hartplatz         | Tatjana Malek                | 6:2, 6:1       |
| 2.  | 4. Februar 2007    | St. Ulrich in Gröden  | ITF $75.000            | Teppich (Halle)   | Alberta Brianti              | 4:6, 7:5, 6:3  |
| 3.  | 4. März 2007       | Las Vegas             | ITF $75.000            | Hartplatz         | Akiko Morigami               | 6:3, 6:2       |
| 4.  | 3. August 2008     | Stockholm             | WTA Tier IV            | Hartplatz         | Wera Duschewina              | 6:0, 6:2       |
| 5.  | 23. August 2008    | New Haven (1)         | WTA Tier II            | Hartplatz         | Anna Tschakwetadse           | 3:6, 6:4, 6:1  |
| 6.  | 5. Oktober 2008    | Tokio                 | WTA Tier III           | Hartplatz         | Kaia Kanepi                  | 6:2, 3:6, 6:1  |
| 7.  | 23. November 2008  | Odense                | ITF $100.000           | Teppich (Halle)   | Sofia Arvidsson              | 6:2, 6:1       |
| 8.  | 12. April 2009     | Ponte Vedra Beach (1) | WTA International      | Sand              | Aleksandra Wozniak           | 6:1, 6:2       |
| 9.  | 20. Juni 2009      | Eastbourne (1)        | WTA Premier            | Rasen             | Virginie Razzano             | 7:65, 7:5      |
| 10. | 29. August 2009    | New Haven (2)         | WTA Premier            | Hartplatz         | Jelena Wesnina               | 6:2, 6:4       |
| 11. | 11. April 2010     | Ponte Vedra Beach (2) | WTA International      | Sand              | Wolha Hawarzowa              | 6:2, 7:5       |
| 12. | 8. August 2010     | Kopenhagen (1)        | WTA International      | Hartplatz (Halle) | Klára Zakopalová             | 6:2, 7:65      |
| 13. | 23. August 2010    | Montreal              | WTA Premier 5          | Hartplatz         | Wera Swonarjowa              | 6:3, 6:2       |
| 14. | 28. August 2010    | New Haven (3)         | WTA Premier            | Hartplatz         | Nadja Petrowa                | 6:3, 3:6, 6:3  |
| 15. | 2. Oktober 2010    | Tokio (1)             | WTA Premier 5          | Hartplatz         | Jelena Dementjewa            | 1:6, 6:2, 6:3  |
| 16. | 11. Oktober 2010   | Peking (1)            | WTA Premier Mandatory  | Hartplatz         | Wera Swonarjowa              | 6:3, 3:6, 6:3  |
| 17. | 20. Februar 2011   | Dubai                 | WTA Premier 5          | Hartplatz         | Swetlana Kusnezowa           | 6:1, 6:3       |
| 18. | 20. März 2011      | Indian Wells          | WTA Premier Mandatory  | Hartplatz         | Marion Bartoli               | 6:1, 2:6, 6:3  |
| 19. | 10. April 2011     | Charleston            | WTA Premier            | Sand              | Jelena Wesnina               | 6:2, 6:3       |
| 20. | 21. Mai 2011       | Brüssel               | WTA Premier            | Sand              | Peng Shuai                   | 2:6, 6:3, 6:3  |
| 21. | 12. Juni 2011      | Kopenhagen (2)        | WTA International      | Hartplatz (Halle) | Lucie Šafářová               | 6:1, 6:4       |
| 22. | 27. August 2011    | New Haven (4)         | WTA Premier            | Hartplatz         | Petra Cetkovská              | 6:4, 6:1       |
| 23. | 23. September 2012 | Seoul                 | WTA International      | Hartplatz         | Kaia Kanepi                  | 6:1, 6:0       |
| 24. | 21. Oktober 2012   | Moskau                | WTA Premier            | Hartplatz (Halle) | Samantha Stosur              | 6:2, 4:6, 7:5  |
| 25. | 20. Oktober 2013   | Luxemburg             | WTA International      | Hartplatz (Halle) | Annika Beck                  | 6:2, 6:2       |
| 26. | 20. Juli 2014      | Istanbul              | WTA International      | Hartplatz         | Roberta Vinci                | 6:1, 6:1       |
| 27. | 8. März 2015       | Kuala Lumpur          | WTA International      | Hartplatz         | Alexandra Dulgheru           | 4:6, 6:2, 6:1  |
| 28. | 25. September 2016 | Tokio (2)             | WTA Premier            | Hartplatz         | Naomi Ōsaka                  | 7:5, 6:3       |
| 29. | 16. Oktober 2016   | Hongkong              | WTA International      | Hartplatz         | Kristina Mladenovic          | 6:1, 6:74, 6:2 |
| 30. | 24. September 2017 | Tokio (3)             | WTA Premier            | Hartplatz         | Anastassija Pawljutschenkowa | 6:0, 7:5       |
| 31. | 29. Oktober 2017   | Singapur              | WTA Tour Championships | Hartplatz (Halle) | Venus Williams               | 6:4, 6:4       |
| 32. | 27. Januar 2018    | Australian Open       | Grand Slam             | Hartplatz         | Simona Halep                 | 7:62, 3:6, 6:4 |
| 33. | 30. Juni 2018      | Eastbourne (2)        | WTA Premier            | Rasen             | Aryna Sabalenka              | 7:5, 7:65      |
| 34. | 7. Oktober 2018    | Peking (2)            | WTA Premier Mandatory  | Hartplatz         | Anastasija Sevastova         | 6:3, 6:3       |

### Doppel
| Nr. | Datum              | Turnier | Kategorie         | Belag             | Partnerin               | Finalgegnerinnen                 | Ergebnis  |
| --- | ------------------ | ------- | ----------------- | ----------------- | ----------------------- | -------------------------------- | --------- |
| 1.  | 28. September 2008 | Peking  | WTA Tier II       | Hartplatz         | Anabel Medina Garrigues | Han Xinyun Xu Yifan              | 6:1, 6:3  |
| 2.  | 22. Februar 2009   | Memphis | WTA International | Hartplatz (Halle) | Wiktoryja Asaranka      | Juliana Fedak Michaëlla Krajicek | 6:1, 7:62 |

## Karrierestatistik und Turnierbilanz

### Dameneinzel
Die letzte Aktualisierung erfolgte nach den US Open 2024.
| Turnier                      | 2005              | 2006              | 2007              | 2008              | 2009              | 2010              | 2011              | 2012              | 2013              | 2014              | 2015              | 2016             | 2017              | 2018              | 2019              | 2020              | 2021              | 2022              | 2023              | 2024             | 2025             | T / T       | S/N         | Sieg%       |
| ---------------------------- | ----------------- | ----------------- | ----------------- | ----------------- | ----------------- | ----------------- | ----------------- | ----------------- | ----------------- | ----------------- | ----------------- | ---------------- | ----------------- | ----------------- | ----------------- | ----------------- | ----------------- | ----------------- | ----------------- | ---------------- | ---------------- | ----------- | ----------- | ----------- |
| Australian Open              | –                 | –                 | –                 | AF                | 3                 | AF                | HF                | VF                | AF                | 3                 | 2                 | 1                | 3                 | S                 | 3                 | 3                 | –                 | –                 | –                 | 2                | –                | 1 / 14      | 37:13       | 74 %        |
| French Open                  | –                 | –                 | 1                 | 3                 | 3                 | VF                | 3                 | 3                 | 2                 | 1                 | 2                 | –                | VF                | AF                | 1                 | –                 | –                 | –                 | –                 | –                |                  | 0 / 12      | 21:12       | 64 %        |
| Wimbledon                    | –                 | Q1                | 2                 | 3                 | AF                | AF                | AF                | 1                 | 2                 | AF                | AF                | 1                | AF                | 2                 | 3                 | n. a.             | –                 | –                 | –                 | 3                |                  | 0 / 14      | 27:14       | 66 %        |
| US Open                      | –                 | –                 | 2                 | AF                | F                 | HF                | HF                | 1                 | 3                 | F                 | 2                 | HF               | 2                 | 2                 | 3                 | –                 | –                 | –                 | AF                | AF               |                  | 0 / 15      | 44:15       | 75 %        |
| WTA Finals                   | –                 | –                 | –                 | –                 | HF                | F                 | RR                | –                 | –                 | HF                | –                 | –                | S                 | RR                | –                 | n. a.             | –                 | –                 | –                 | –                |                  | 1 / 6       | 14:10       | 58 %        |
| Doha                         | andere Kategorie  | andere Kategorie  | andere Kategorie  | VF                | n. a. bzw. a. K.  | n. a. bzw. a. K.  | n. a. bzw. a. K.  | 2                 | VF                | 2                 | a. K.             | AF               | a. K.             | HF                | a. K.             | –                 | a. K.             | –                 | a. K.             | –                |                  | 0 / 6       | 11:6        | 65 %        |
| Dubai                        | andere Kategorie  | andere Kategorie  | andere Kategorie  | andere Kategorie  | –                 | AF                | S                 | andere Kategorie  | andere Kategorie  | andere Kategorie  | HF                | a. K.            | F                 | a. K.             | –                 | a. K.             | –                 | a. K.             | –                 | –                |                  | 1 / 4       | 14:3        | 82 %        |
| Indian Wells                 | –                 | –                 | 2                 | AF                | VF                | F                 | S                 | AF                | F                 | AF                | 3                 | 2                | VF                | AF                | 2                 | n. a.             | –                 | –                 | –                 | VF               |                  | 1 / 14      | 36:13       | 73 %        |
| Miami                        | –                 | –                 | –                 | AF                | VF                | VF                | AF                | HF                | 3                 | VF                | AF                | 3                | F                 | 2                 | AF                | n. a.             | –                 | –                 | –                 | 2                |                  | 0 / 13      | 30:13       | 70 %        |
| Berlin                       | –                 | –                 | –                 | 2                 | n. a. bzw. a. K.  | n. a. bzw. a. K.  | n. a. bzw. a. K.  | n. a. bzw. a. K.  | n. a. bzw. a. K.  | n. a. bzw. a. K.  | n. a. bzw. a. K.  | n. a. bzw. a. K. | n. a. bzw. a. K.  | n. a. bzw. a. K.  | n. a. bzw. a. K.  | n. a. bzw. a. K.  | n. a. bzw. a. K.  | n. a. bzw. a. K.  | n. a. bzw. a. K.  | n. a. bzw. a. K. | n. a. bzw. a. K. | 0 / 1       | 1:1         | 50 %        |
| Madrid                       | nicht ausgetragen | nicht ausgetragen | nicht ausgetragen | nicht ausgetragen | F                 | 2                 | AF                | AF                | 1                 | 2                 | VF                | –                | 2                 | AF                | 1                 | n. a.             | –                 | –                 | –                 | 1                |                  | 0 / 11      | 17:11       | 61 %        |
| Rom                          | –                 | –                 | –                 | AF                | AF                | AF                | HF                | 2                 | 1                 | –                 | 2                 | –                | –                 | VF                | 1                 | –                 | –                 | –                 | –                 | –                |                  | 0 / 9       | 10:9        | 53 %        |
| Kanada                       | –                 | –                 | 1                 | –                 | 2                 | S                 | 2                 | HF                | 2                 | VF                | 2                 | –                | F                 | 2                 | 2                 | n. a.             | –                 | –                 | 2                 | –                |                  | 1 / 12      | 17:11       | 61 %        |
| Cincinnati                   | andere Kategorie  | andere Kategorie  | andere Kategorie  | andere Kategorie  | VF                | AF                | 2                 | AF                | VF                | HF                | 2                 | –                | VF                | 2                 | 1                 | –                 | –                 | –                 | 1                 | AF               |                  | 0 / 12      | 14:12       | 54 %        |
| Tokio                        | –                 | –                 | –                 | 1                 | 2                 | S                 | AF                | VF                | HF                | n. a. bzw. a. K.  | n. a. bzw. a. K.  | n. a. bzw. a. K. | n. a. bzw. a. K.  | n. a. bzw. a. K.  | n. a. bzw. a. K.  | n. a. bzw. a. K.  | n. a. bzw. a. K.  | n. a. bzw. a. K.  | n. a. bzw. a. K.  | n. a. bzw. a. K. | n. a. bzw. a. K. | 1 / 6       | 12:5        | 71 %        |
| Moskau                       | –                 | –                 | –                 | AF                | n. a. bzw. a. K.  | n. a. bzw. a. K.  | n. a. bzw. a. K.  | n. a. bzw. a. K.  | n. a. bzw. a. K.  | n. a. bzw. a. K.  | n. a. bzw. a. K.  | n. a. bzw. a. K. | n. a. bzw. a. K.  | n. a. bzw. a. K.  | n. a. bzw. a. K.  | n. a. bzw. a. K.  | n. a. bzw. a. K.  | n. a. bzw. a. K.  | n. a. bzw. a. K.  | n. a. bzw. a. K. | n. a. bzw. a. K. | 0 / 1       | 1:1         | 50 %        |
| Peking                       | nicht ausgetragen | nicht ausgetragen | nicht ausgetragen | nicht ausgetragen | 1                 | S                 | VF                | AF                | VF                | 2                 | AF                | AF               | AF                | S                 | HF                | nicht ausgetragen | nicht ausgetragen | nicht ausgetragen | –                 | –                |                  | 2 / 11      | 28:9        | 76 %        |
| Wuhan                        | nicht ausgetragen | nicht ausgetragen | nicht ausgetragen | nicht ausgetragen | nicht ausgetragen | nicht ausgetragen | nicht ausgetragen | nicht ausgetragen | nicht ausgetragen | HF                | 2                 | AF               | 2                 | AF                | 1                 | nicht ausgetragen | nicht ausgetragen | nicht ausgetragen | nicht ausgetragen | –                |                  | 0 / 6       | 6:6         | 50 %        |
| Olympische Spiele            | nicht ausgetragen | nicht ausgetragen | nicht ausgetragen | AF                | nicht ausgetragen | nicht ausgetragen | nicht ausgetragen | VF                | nicht ausgetragen | nicht ausgetragen | nicht ausgetragen | 2                | nicht ausgetragen | nicht ausgetragen | nicht ausgetragen | nicht ausgetragen | –                 | n. a.             | n. a.             | 2                | n. a.            | 0 / 4       | 7:4         | 64 %        |
| Billie Jean King Cup         | K1                | K1                | K1                | K1                | K1                | K1                | K1                | –                 | –                 | –                 | K3                | –                | –                 | –                 | –                 | –                 | –                 | –                 | –                 | PO               |                  | 0 / 9       | 17:6        | 74 %        |
| Statistik                    | Statistik         | Statistik         | Statistik         | Statistik         | Statistik         | Statistik         | Statistik         | Statistik         | Statistik         | Statistik         | Statistik         | Statistik        | Statistik         | Statistik         | Statistik         | Statistik         | Statistik         | Statistik         | Statistik         | Statistik        | Statistik        | S/N         | S/N         | Sieg%       |
| Turnierteilnahmen            | 3                 | 12                | 20                | 25                | 27                | 23                | 23                | 23                | 23                | 20                | 25                | 20               | 23                | 19                | 15                | 2                 | 0                 | 0                 | 3                 | 14               | 0                | Gesamt: 320 | Gesamt: 320 | Gesamt: 320 |
| Erreichte Finals             | 0                 | 2                 | 3                 | 5                 | 8                 | 8                 | 8                 | 4                 | 2                 | 2                 | 3                 | 2                | 8                 | 4                 | 1                 | 0                 | 0                 | 0                 | 0                 | 0                | 0                | Gesamt: 60  | Gesamt: 60  | Gesamt: 60  |
| Gewonnene Titel              | 0                 | 1                 | 2                 | 4                 | 3                 | 6                 | 6                 | 2                 | 1                 | 1                 | 1                 | 2                | 2                 | 3                 | 0                 | 0                 | 0                 | 0                 | 0                 | 0                | 0                | Gesamt: 34  | Gesamt: 34  | Gesamt: 34  |
| Hartplatz-Siege/-Niederlagen | 0:2               | 10:5              | 14:9              | 42:13             | 36:17             | 44:9              | 40:11             | 42:14             | 33:14             | 42:15             | 26:17             | 31:13            | 41:13             | 26:12             | 12:9              | 5:2               | 0:0               | 0:0               | 4:3               | 10:7             | 0:0              | 458:185     | 458:185     | 71 %        |
| Sand-Siege/-Niederlagen      | 0:0               | 5:3               | 7:6               | 7:5               | 23:6              | 15:6              | 20:5              | 5:4               | 2:6               | 1:2               | 7:4               | 0:0              | 12:6              | 9:4               | 4:4               | 0:0               | 0:0               | 0:0               | 0:0               | 2:4              | 0:0              | 119:65      | 119:65      | 65 %        |
| Rasen-Siege/-Niederlagen     | 0:0               | 0:1               | 1:1               | 4:2               | 8:1               | 3:2               | 3:1               | 3:3               | 4:2               | 6:2               | 6:2               | 3:4              | 7:2               | 6:1               | 4:2               | 0:0               | 0:0               | 0:0               | 0:0               | 4:3              | 0:0              | 62:29       | 62:29       | 68 %        |
| Teppich-Siege/-Niederlagen   | 0:0               | 2:1               | 9:1               | 5:0               | 0:0               | 0:0               | 0:0               | 0:0               | 0:0               | 0:0               | 0:0               | 0:0              | 0:0               | 0:0               | 0:0               | 0:0               | 0:0               | 0:0               | 0:0               | 0:0              | 0:0              | 16:2        | 16:2        | 89 %        |
| Gesamt-Siege/-Niederlagen    | 0:2               | 17:10             | 31:17             | 58:20             | 67:24             | 62:17             | 63:17             | 50:21             | 39:22             | 49:19             | 39:23             | 34:17            | 60:21             | 41:17             | 20:15             | 5:2               | 0:0               | 0:0               | 4:3               | 16:14            | 0:0              | 655:281     | 655:281     | 70 %        |
| Sieg%                        | 0 %               | 63 %              | 65 %              | 74 %              | 74 %              | 78 %              | 79 %              | 70 %              | 64 %              | 72 %              | 63 %              | 67 %             | 74 %              | 71 %              | 57 %              | 71 %              | –                 | –                 | 57 %              | 53 %             | –                | Gesamt:     | Gesamt:     | 70 %        |
| Jahresendposition            | –                 | 237               | 64                | 12                | 4                 | 1                 | 1                 | 10                | 10                | 8                 | 17                | 19               | 3                 | 3                 | 38                | –                 | –                 | –                 | 236               | 72               |                  | N/A         | N/A         | N/A         |

Zeichenerklärung: S = Turniersieg; F, HF, VF, AF = Einzug ins Finale / Halbfinale / Viertelfinale / Achtelfinale; 1, 2, 3 = Ausscheiden in der 1. / 2. / 3. Hauptrunde; RR = Round Robin (Gruppenphase); n. a. = nicht ausgetragen; a. K. = andere Kategorie; PO (Play-off) = Auf- und Abstiegsrunde im Billie Jean King Cup; K1, K2, K3 = Teilnahme in der Kontinentalgruppe I, II, III im Billie Jean King Cup.
Anmerkung: Diese Statistik berücksichtigt alle Ergebnisse im Einzel bei ITF- und WTA-Turnieren. Als Quelle dient die WTA-Seite der Spielerin. Dargestellt sind nur WTA-Turniere der Kategorie Tier I (bis 2008), die WTA-Turniere der Kategorien Premier Mandatory und Premier 5 (2009–2020) bzw. die WTA-Turniere der Kategorie 1000 (seit 2021).

### Damendoppel
| Turnier         | 2007 | 2008 | 2009 | 2010 | Karriere |
| --------------- | ---- | ---- | ---- | ---- | -------- |
| Australian Open | —    | 2    | 1    | 1    | 2        |
| French Open     | —    | 1    | 1    | 2    | 2        |
| Wimbledon       | —    | 1    | 2    | 2    | 2        |
| US Open         | 1    | 2    | AF   | 2    | AF       |

### Juniorinneneinzel
| Turnier         | 2005 | 2006 | Karriere |
| --------------- | ---- | ---- | -------- |
| Australian Open | AF   | F    | F        |
| French Open     | AF   | AF   | AF       |
| Wimbledon       | 1    | S    | S        |
| US Open         | 1    | 1    | 1        |

### Juniorinnendoppel
| Turnier         | 2004 | 2005 | 2006 | Karriere |
| --------------- | ---- | ---- | ---- | -------- |
| Australian Open | —    | AF   | HF   | HF       |
| French Open     | 1    | HF   | F    | F        |
| Wimbledon       | 1    | HF   | VF   | HF       |
| US Open         | 1    | VF   | —    | VF       |

## Auszeichnungen
- 2010: Dänemarks Sportlerin des Jahres[30]
- 2010: World Champion der ITF[31]
- 2018: Dänemarks Sportlerin des Jahres[32]